# Call of Duty: World at War: Final Fronts
Call of Duty: World at War: Final Fronts è un videogioco sparatutto in prima persona ambientato durante la seconda guerra mondiale della serie Call of Duty. Sviluppato dalla Rebellion e pubblicato dalla Activision, rappresenta la controparte per PlayStation 2 di Call of Duty: World at War.
Il gioco si articola su 13 missioni che si svolgono sia in Europa che nel Pacifico, fattore che farà vestire i panni di più protagonisti, tutti appartenenti allo schieramento alleato.

## Modalità di gioco
Il gioco è strutturato in tre campagne militari suddivise in 13 missioni aventi luogo in Europa e nel Pacifico durante la seconda guerra mondiale. Il giocatore può avere appresso un massimo di due armi alla volta, escluse le granate. I compagni di squadra del giocatore sono comandati da computer provenienti da Gran Bretagna e Stati Uniti d'America. A differenza degli altri giochi della saga, non supporta il multiplayer. 

## Sviluppo
Final Fronts è stato sviluppato dallo studio britannico Rebellion Developments. A causa delle limitazioni hardware della PlayStation 2, il gioco è stato realizzato utilizzando il motore Asura, al contrario del motore id Tech 3 utilizzato nelle altre versioni. Alcune tracce vocali sono state riciclate da giochi precedenti della serie, prevalentemente le voci tedesche. Il personaggio del sergente Roebuck condivide un modello in gioco con il sergente Mike Dixon di Call of Duty 3, sebbene sia doppiato da Kiefer Sutherland, che lo doppia anche in World at War.